# The Truth About the Harry Quebert Affair
The Truth About the Harry Quebert Affair is een Amerikaanse televisieserie, gebaseerd op de roman De waarheid over de zaak Harry Quebert uit 2012 van Joël Dicker. De serie werd geregisseerd door Jean-Jacques Annaud.  De serie ging in première op 4 september 2018 op de Britse betaalzender Sky Witness en verscheen op 28 oktober 2018 op Videoland.

## Verhaal
Maine 1975. De 34-jarige bestsellerauteur Harry Quebert ontmoet de 15-jarige Nola Kellergan en begint een affaire met haar. De twee zijn van plan om samen een toekomst tegemoet te gaan, maar voordat ze dat kunnen, verdwijnt Nola spoorloos. Het lijkt erop dat ze het slachtoffer is geworden van een misdrijf, maar de omstandigheden worden nooit onthuld. Ruim 30 jaar later lijdt de gevierde jonge auteur Marcus Goldman aan een writer's block. Hij roept de hulp in van zijn voormalige mentor, Quebert en reist van New York naar Maine. Terug in New York ziet hij op het nieuws dat het lichaam van een jonge vrouw, Nola Kellergan is gevonden op het terrein van Quebert. Wanneer Quebert wordt gearresteerd op verdenking van moord, reist Goldman naar Maine om samen met advocaat Benjamin Roth en politiesergeant Perry Gahalowood de echte dader te vinden.

## Cast en personages
- Patrick Dempsey als Harry Quebert
- Ben Schnetzer als Marcus Goldman
- Damon Wayans Jr. als Sgt. Perry Gahalowood
- Kristine Froseth als Nola Kellergan
- Kurt Fuller als Chief Gareth Pratt
- Victoria Clark als Jenny Quinn
  - Tessa Mossey als jonge Jenny Quinn
- Wayne Knight als Benjamin Roth
- Don Harvey als Bobbo Quinn
- Matt Frewer als Reverend Kellergan
- Colm Feore als Elijah Stern
- Josh Close als Luther Caleb
- Craig Eldridge als Travis Dawn
  - Connor Price als jonge Travis Dawn
- Virginia Madsen als Tamara Quinn
- Felicia Shulman als Maggie Pratt
- Domenic Di Rosa als Raul
- Ron Perlman as Roy

## Afleveringen
| Aflevering | Titel                      | Originele uitzenddatum |
| ---------- | -------------------------- | ---------------------- |
| 1          | How Does Your Garden Grow? | 4 september 2018       |
| 2          | The Boxing Match           | 11 september 2018      |
| 3          | The Fourth of July         | 18 september 2018      |
| 4          | Family Matters             | 25 september 2018      |
| 5          | Mirror, Mirror             | 2 oktober 2018         |
| 6          | No Angel                   | 9 oktober 2018         |
| 7          | Persona Non Grata          | 16 oktober 2018        |
| 8          | Got It All Wrong           | 23 oktober 2018        |
| 9          | Firebug                    | 30 oktober 2018        |
| 10         | The End                    | 6 november 2018        |

## Productie
De opnames begonnen in de herfst van 2017 in Montreal, Canada. De serie werd in april 2018 gepresenteerd bij de opening van het 1e internationale televisiefestival Cannesseries in Cannes, als een lange trailer van slechts 35 minuten.